# Konstruktørforeningen
Konstruktørforeningen eller KF er bygningskonstruktørernes faglige organisation.
Foreningen varetager bygningskonstruktørernes interesser inden for faget, arbejdslivet og uddannelsen. KF er Danmarks største netværk for bygningskonstruktører. Organisationen blev dannet i 1966 af tre bygningskonstruktørstuderende, og foreningen ledes af bygningskonstruktører. Medlemmer af Konstruktørforeningen har ret til at bruge betegnelsen 'MAK' i deres titel. MAK står for ’Medlem Af Konstruktørforeningen’ og er eksklusivt for medlemmer af Konstruktørforeningen. Det markerer for omverden, at den enkelte bygningskonstruktør er medlem af det professionelle netværk og er optaget af udvikling af professionen.

## Historisk
Konstruktørforeningen blev stiftet den 8. oktober 1966 under navnet db (dansk bygningskonstruktørforening).
Det skete på baggrund af, at bygningskonstruktøruddannelsen blev forlænges fra 2½ år til 3½ år, men der blev ikke lavet en overgangsordning for de studerende, der begyndte uddannelsen før 1965. Nogle studerende foreslog, at skolerne i en overgangsfase skulle tilbyde eleverne efteruddannelseskurser. De søgte støtte hos fagforbundene, men her var ingen interesse.